# Heliophanus imerinensis
Heliophanus imerinensis är en spindelart som beskrevs av Simon 1901. Heliophanus imerinensis ingår i släktet Heliophanus och familjen hoppspindlar. Inga underarter finns listade i Catalogue of Life.